# Isidoro de Olmedo y Sosa
Isidoro de Olmedo y Sosa (* Callao, 1677 - † ?) fue un abogado y funcionario criollo, que ejerció altos cargos en el Virreinato del Perú.

## Biografía
Hijo legítimo del capitán Manuel de Olmedo y Catalina de Sosa. Inició sus estudios en el Real Colegio de San Martín (1691), y los continuó en la Universidad de San Marcos, donde obtuvo el grado de Doctor en Leyes, recibiéndose de Abogado en la Real Audiencia de Lima.
Elegido rector de la Universidad (1707), le tocó presidir el solemne recibimiento que el claustro rindió al virrey Marqués de Castelldosríus, y del cual hizo una pormenorizada relación el sabio Pedro de Peralta Barnuevo en su Lima Triumphante (1708).
| Predecesor: Melchor de la Nava | Rector de la Universidad de San Marcos 1707 - 1709 | Sucesor: Melchor de la Nava |